# Moulis-en-Médoc
Moulis-en-Médoc – miejscowość i gmina we Francji, w regionie Nowa Akwitania, w departamencie Żyronda.
Według danych na rok 1990 gminę zamieszkiwało 1326 osób, a gęstość zaludnienia wynosiła 64 osób/km² (wśród 2290 gmin Akwitanii Moulis-en-Médoc plasuje się na 325. miejscu pod względem liczby ludności, natomiast pod względem powierzchni na miejscu 503.).